# Friedrich Kadgien

Kadgien (1951)

Friedrich Gustav Kadgien (* 23. Juni 1907 in Elberfeld; † 1978 in Buenos Aires) war ein deutscher Jurist, nationalsozialistischer Sonderbevollmächtigter der Vierjahresplanbehörde. Kadgien war als Ministerialrat einer der wichtigsten Finanzfachleute Adolf Hitlers und zuständig für die Verwertung jüdischen Vermögens. Er schaffte Millionensummen nach Südamerika. Jahrelang fahndeten die Alliierten vergeblich nach dem Mann, den sie die „Schlange“ nannten.

## Karriere

### Vorkriegszeit
Kadgien war im Preußischen Innenministerium tätig, wo er als Leiter der Geschäftsgruppe Devisen für Beschaffung und Zuteilung von Devisen zuständig war. Er war Experte für die Ausarbeitung des nationalsozialistischen Devisenrechts. Zum 1. November 1932 trat er der NSDAP (Mitgliedsnummer 1.354.543) und 1935 der SS bei. Ab 1938 war Kadgien Sonderbevollmächtigter unter dem Beauftragten für den Vierjahresplan, Hermann Göring. Kadgiens Referat war für Devisen und Edelmetalle sowie für Zwangsarbeiter zuständig. Er koordinierte den Verkauf geraubter Aktien und Wertpapiere über Schweizer Tarnfirmen und Banken. Kadgien verknüpfte maßgeblich die Geschäfte mit deutschen Großunternehmen und Banken und deren Beziehungen zu schweizerischen Partnern. Friedrich Kadgien galt im Dritten Reich als rechte Hand Hermann Görings.

### Nachkriegszeit
Als sich das Ende des Zweiten Weltkriegs und damit der Naziherrschaft abzuzeichnen begann, setzte sich Kadgien am 1. März 1945 über Kreuzlingen in die Schweiz ab. Er kam im Hotel Verenahof, einem noblen Kurhotel in Baden, unter. Am 19. Juni 1945 meldete er sich offiziell in Baden an, am 27. Januar 1949 wieder ab. Trotzdem wurde er im Dezember 1950 erneut in Baden von der Polizei aufgegriffen. Als 1951 eine Klage bei der Bezirksanwaltschaft Zürich einging, hatte er sich bereits ins Ausland abgesetzt. In der Schweiz hatte er Zugriff auf geheime Konten der Nazis. Schätzungen gehen von einem bei Kriegsende dort versteckten Vermögen zwischen einer und drei Milliarden Reichsmark aus. Im Jahr 1948 ließ er über den als Strohmann handelnden Zürcher Anwalt Ernst Imfeld in Sarnen die Imhauka AG (aus den Initialen der Gründer Imfeld, Haupt, Kadgien), eine Handels- und Finanzierungsgesellschaft, ins örtliche Register eintragen. Im selben Jahr haben ihn amerikanische Fahnder aufgespürt und auch befragt, was aber zunächst ohne Konsequenzen für ihn blieb. Als ihm aber die Sache doch zu heiß wurde, verließ er 1949 mit einem falschen Pass die Schweiz und tauchte erst 1951 in Rio de Janeiro wieder auf. Wie und auf welchem Weg er dorthin kam, ist nicht bekannt. Möglicherweise benutzte er die Rattenroute.
Er wohnte dort exklusiv im Stadtteil Santa Teresa und betrieb mit seinem ehemaligen Kollegen der Vierjahresplanbehörde und damaligen Partner Ludwig Haupt, sowie der mit ihm nach Brasilien geflohenen Frau seines Schweizer Strohmanns Imfeld, Anna Imfeld, eine im Dezember 1955 gegründete Filiale an der Avenida Rio Branco mit dem Namen Imhauka Brasileira Industrial e Comercial S.A. Im Mato Grosso legten die beiden das mitgebrachte Geld in Form von 85.000 Hektar Land (eine Fläche wie ganz Berlin) an. 1953 wurde die Fazenda am Rio Taquari mitsamt den 20.000 Rindern weiterverkauft.
Etwa zur selben Zeit etablierte Kadgien auch im Jahre 1951 in Buenos Aires die Imhauka Argentina S.A. und war als Vertreter seiner Firma in Argentinien sowie Brasilien tätig. Er kaufte ein Haus im Stadtteil Vicente López. Kadgien fädelte Geschäfte als Mittelsmann zwischen deutschen Firmen u. a. Siemens, und der Regierung Argentiniens von Juan Perón ein. Der brasilianischen Militärjunta verkaufte er auch im Auftrag von Rheinmetall Waffen in Millionenhöhe wie das HK G3 mit 5 % Provisionsanspruch.
1978 starb Friedrich Kadgien in Buenos Aires. Er ist dort auf dem deutschen Friedhof begraben. Ein Enkel von ihm, Lucas Oberst Kadgien, lebt heute in Santiago de Chile als Repräsentant des Motorradherstellers Harley-Davidson. Ein veröffentlichtes Foto von seinem Enkel im Internet brachte den WDR-Reporter Ingolf Gritschneder auf die Idee, eine TV-Dokumentation über den Nazi Friedrich Kadgien zu drehen. Die Reportage wurde im Frühjahr 2015 in der ARD ausgestrahlt.